# Après vous...
Après vous...  (distribuida en España como Usted primero y en Hispanoamérica como El restaurante) es una película francesa dirigida por Pierre Salvadori en 2003, y protagonizada por Daniel Auteuil, Sandrine Kiberlain, José Garcia.

## Sinopsis
Una noche, al volver de trabajar, Antoine Letoux (Daniel Auteuil) se encuentra con un desconocido a punto de suicidarse al que logra salvar. La reacción de Louis (José Garcia), el suicida, despierta un sentimiento de culpabilidad en Antoine, que intenta mejorar la vida de este infeliz hombre encontrándole un trabajo y convirtiéndose en su mejor amigo. Sin embargo, nada de esto devuelve la ilusión a Louis, obsesionado con una mujer, Blanche Grimaldi (Sandrine Kiberlain). Antoine empieza a buscar a Blanche pero las cosas se complican cuando la encuentra porque resulta ser tremendamente encantadora y acaba también enamorado de ella.
Caos organizado, tormentos personales y personajes llenos de contradicciones que se ven sobrepasados por los acontecimientos caracterizan esta comedia de Pierre Salvadori (Los aprendices) protagonizada por Daniel Auteuil (Salir del armario), José García (Utopía) y Sandrine Kiberlain (À vendre). La paradoja de sentirse culpable por salvar la vida de alguien y devolverlo al dolor, el pánico a contradecir a otra persona, el sentimiento de culpabilidad y traición que siente Antoine hacia Louis y la tensión permanente en que viven los personajes hacen de esta producción francesa una historia que logra despertar el humor a partir de la torpeza y la inadaptación a la realidad de sus protagonistas.